# Harusame (schip, 1935)
Harusame (Japans: 春雨‚ Lenteregen) was een torpedobootjager van de Shiratsuyu-klasse, die dienst deed bij de Japanse Keizerlijke Marine van 1937 tot 1944. 

## Ontwerp
Harusame beschikte over twee turbines, aangedreven door drie ketels. Dit gaf het schip een machinevermogen van 31.000 kW, waarmee het een maximumsnelheid van 34 knopen kon halen.
De primaire bewapening bestond uit vijf 127 mm kanonnen, waarvan twee verdeeld in dubbele geschuttorens en één in een enkele. Verder beschikte het schip over driemaal Type 96 luchtafweergeschut, acht 610 mm torpedobuizen en zestien dieptebommen.

## Dienst
Harusame heeft vooral dienst gedaan in 1942, waar het meedeed in de Slag bij Tarrakan, de beruchte Slag in de Javazee, de Slag bij Midway, de Zeeslag bij de Oostelijke Salomonseilanden, de Zeeslag bij de Santa Cruzeilanden en de Slag bij Guadalcanal. Op 8 juni 1944 werd het schip op circa 50 kilometer van Manokwari aangevallen door B-25 bommenwerpers van de Amerikaanse luchtmacht. Het schip was geen partij en het zonk. 74 bemanningsleden kwamen om, onder wie haar commandant kapitein Masashichi Shirahama.